# Sierakowo (powiat przasnyski)
Sierakowo – wieś w Polsce położona w województwie mazowieckim, w powiecie przasnyskim, w gminie Przasnysz. Ma status sołectwa.
W latach 1975–1998 miejscowość należała administracyjnie do województwa ostrołęckiego.
We wsi znajduje się lądowisko Przasnysz-Sierakowo.
Wierni Kościoła rzymskokatolickiego należą do parafii Chrystusa Zbawiciela w Przasnyszu.